# Hypokopelates canescens
Hypokopelates canescens är en fjärilsart som beskrevs av James John Joicey och Talbot 1921. Hypokopelates canescens ingår i släktet Hypokopelates och familjen juvelvingar. Inga underarter finns listade i Catalogue of Life.